# شیره انگور

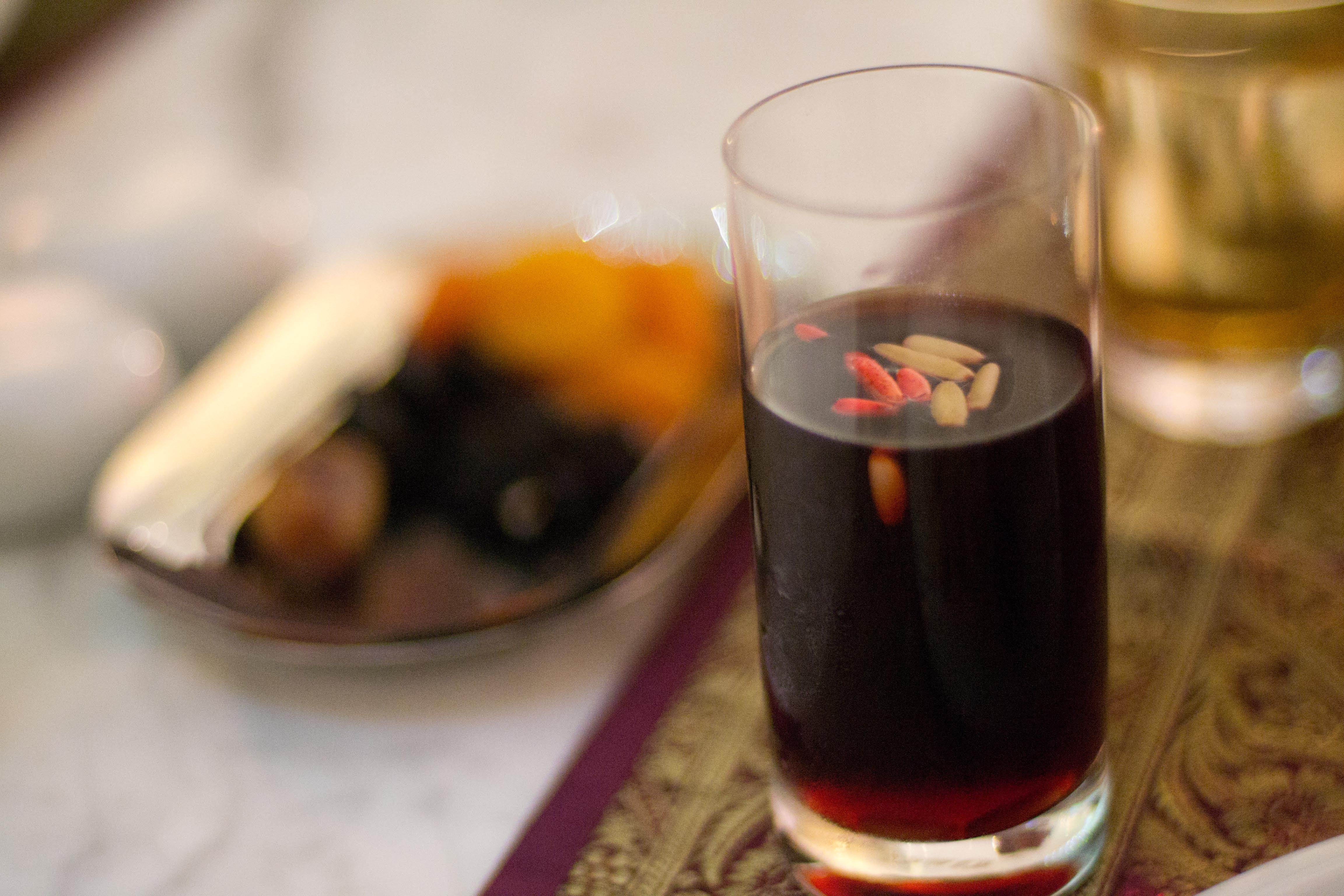
شربت جلاب از شیره انگور ساخته می‌شود.

شیره انگور یک چاشنی است که از آب انگور غلیظ تهیه می شود.

## طرز تهیه
۱. آب انگور را گرفته ۲. برای تمیزی زلالی و شیرینی بیشتر  خاک سفید را به آن اضافه کرده ۳. بعد از چندی آب انگور را از خاک ته نشین شده جدا میکنیم ۴. آب انگور را بر روی اجاق نهاده و آب را می جوشانیم تا آب انگور ما غلیظ و به رنگ قرمز و یا قهوه ای تیره در بیاید .

#### ایران
در آشپزی ایرانی ،شیره انگور برای شیرین کردن ارده استفاده می‌شود که در صبحانه مصرف می‌شود. جایگزین آن شیره انگور است که در آشپزی خاورمیانه نیز بسیار مورد استفاده قرار می گیرد.

## همچنین ببینید
- چورچخلا ، یک آب‌نبات به شکل سوسیس که از ملاس انگور، آرد و مغزها تهیه می‌شود.
- پوراب
- پکمز ، محصول مشابه در عثمانی

## لینک های خارجی
- مقاله در مورد محصولات انگور از gourmed.com
- جیمز گروت ، مسمومیت با سرب ، بخشی از دایره المعارف رومانا